# Donato Cabrera
Donato Cabrera (* 4. Februar 1973 in Pasadena, Kalifornien) ist ein US-amerikanischer Dirigent.

## Leben und Wirken
Donato Cabrera wuchs in Las Vegas auf, wo seine Familie seit 1959 lebte. Seine Großmutter stammte aus Mexiko. Er studierte an der University of Nevada, an der University of Illinois, an der Indiana University und an der Manhattan School of Music in New York City. 1997 gab er im Alter von 24 Jahren mit dem Reno Chamber Orchestra sein professionelles Debüt als Dirigent. 1998 folgte sein Europa-Debüt an der Kammeroper München. 2002 war er „Herbert von Karajan Conducting Fellow“ bei den Salzburger Festspielen und Dirigier-Assistent im „Orchesterinstitut Attergau“.
Im Dezember 2005 debütierte Cabrera mit Benjamin Brittens Oper The Rape of Lucretia an der Portland Opera.
Ab der Saison 2005/06 war Cabrera bis 2008 „Associate Conductor“ an der San Francisco Opera. Sein Dirigentendebüt an der San Francisco Opera machte er im Oktober 2006 mit der Strauß-Operette Die Fledermaus in einer Aufführung mit Christine Goerke (Rosalinde) und Wolfgang Brendel (Eisenstein). An der San Francisco Opera dirigierte er auch die Opern Don Giovanni, Tannhäuser und Die Zauberflöte. Von 2009 bis 2016 war er „Resident Conductor“ der San Francisco Symphony und musikalischer Leiter des San Francisco Symphony Youth Orchestra. Sein Debüt als Dirigent der San Francisco Symphony hatte er im April 2009, als er kurzfristig bei einem Abonnementkonzert einsprang. Als Dirigent der San Francisco Symphony leitete er alljährlich Kinder-, Jugend- und Familienkonzerte, die in der San Francisco Bay Area insgesamt über 70.000 jugendliche Zuhörer erreichten.
Sein Südamerika-Debüt gab er 2008 in Chile mit einer Opernproduktion von Madama Butterfly mit dem Orquesta Sinfónica de Concepción de Chile. Im März 2011 debütierte er in der Carnegie Hall als Dirigent der Uraufführung der Komposition Ātash Sorushān (Fire Angels) für Sopran, Tenor, Klavier und Kammerorchester des US-amerikanischen Komponisten Mark Grey (* 1937).
2013 wurde er Musikalischer Leiter (Music Director) des California Symphony Orchestra (CSO), seit April 2023 ist er dort zusätzlich auch Künstlerischer Leiter (Artistic Director).
Ab der Saison 2014/15 war Cabrera bis 2024 Musikalischer Leiter (Music Director) des Las Vegas Philharmonic Orchestra, dessen Orchesterkonzerte er in Umfang und Breite erweiterte. Er veranstaltete Einführungsgespräche vor Konzertbeginn mit Gastkünstlern und -komponisten und initiierte eine eigene Konzertreihe mit Kammermusikabenden mit Musikern des Las Vegas Philharmonic. Mit dem Las Vegas Philharmonic Orchestra leitete er (Ur)aufführungen von Werken von Philip Glass, Anna Clyne und Gabriela Lena Frank.
Als Mitgründer und Musikdirektor des American Contemporary Music Ensembles (ACME) dirigierte er zahlreiche Werke junger Komponisten und leitete mehrere Uraufführungen. Mit diesem Ensemble hat er Werke von John Adams, Jacob Druckman, Donald Martino, Frederic Rzewski und Elliott Carter dirigiert.
Cabrera leitete u. a. das Louisville Orchestra, das Nashville Symphony Orchestra, das Hartford Symphony Orchestra, das Orquesta Filarmónica de Jalisco, das Philharmonische Orchester des Staatstheaters Cottbus, das Orquesta Filarmónica de Boca del Río, das Orquesta Clásica Santa Cecilia in Madrid, das Nevada Ballet Theatre Orchestra, die New West Symphony, die Kalamazoo Symphony und das Reno Philharmonic Orchestra.
2012 und 2015 dirigierte er in der Berliner Philharmonie das San Francisco Symphony Youth Orchestra mit Werken von John Adams, Edvard Grieg, Max Bruch und Gustav Mahler. Das Konzert vom Juli 2012, bei dem Cabrera Mahlers 1. Sinfonie („Der Titan“) dirigierte, wurde als Live-Mitschnitt auf CD veröffentlicht. Im Oktober 2021 debütierte er mit Nikolai Rimski-Korsakows Oper Mozart und Salieri an der San José Opera. Im März 2023 leitete er in einer Hochschulaufführung des San Francisco Conservatory of Music die Oper The Consul von Gian Carlo Menotti. Im Oktober 2023 dirigierte er das Houston Symphony Orchestra.
Cabrera ist seit 2008 mit der iranischen Autorin, Dichterin, Übersetzerin, Librettistin und Künstlerin Niloufar Talebi verheiratet.